# General Escobedo
General Escobedo è un comune del Messico, situato nello stato di Nuevo León, il cui capoluogo è la località di Ciudad General Escobedo.
Conta 357 937 abitanti (2010) e ha una estensione di 151,27 km².